# Global Evisceration
Global Evisceration è un DVD live del gruppo brutal death metal statunitense Cannibal Corpse, pubblicato nel 2011.

## Tracce
1. Evisceration Plague
2. Scattered Remains SplatteredBrains
3. Make Them Suffer
4. Death Walking Terror
5. Devoured by Vermin
6. Priests of Sodom
7. Scalding Hail
8. I Will Kill You
9. Staring Through the Eyes of the Dead
10. Hammer Smashed Face
11. Stripped Raped And Strangled
12. The Cryptic Stench
13. Disfigured
14. Pit of Zombies
15. Pounded into Dust
16. A Skull Full of Maggots
17. The Wretched Spawn
18. Tour Documentary
19. European Festival Commentary

## Formazione
- George "Corpsegrinder" Fisher - voce
- Pat O'Brien - chitarra
- Rob Barrett - chitarra
- Alex Webster - basso
- Paul Mazurkiewicz - batteria